# Кравців Микола Богданович
Микола Стефан Гордій Кравців (англ. Nicholas Stephen Hordij Krawciw; 28 листопада 1935 — 29 вересня 2021) — генерал-майор армії США у відставці, прослужив два терміни у В'єтнамській війні, служив генералом-командувачем 3-ї піхотної дивізії США з 1987 по 1989 рр., радник з питань оборони ВРУ, радник з питань України Міністерства Оборони США.

## Біографія

### Ранні роки
Микола Кравців народився 28 листопада 1935 року в сім'ї Богдана та Неоніли Кравців у Львові, Галичина (тоді у складі Польщі). Його сім'я переїхала до Німеччини під час Другої світової війни, а потім до США у 1949 році. В юності Микола зростав у філадельфійській українсько-американській громаді та знав українську мову. Він був членом Пласту — української скаутської організації, та відвідував Військовий інститут Бордентауну. У 1955 році Микола вступив до Військової академії США у Вест Пойнті, де він грав в університетській команді футболу, став командиром кадетського полку. Належить до випуску 1959 року.